# Nancy Gardner Prince
Nancy Gardner Prince (1799 - c. 1856) fue una mujer afroamericana nacida libre en Newburyport, Massachusetts, que escribió sobre sus viajes por Rusia y Jamaica. La fecha de su muerte es incierta. Su autobiografía publicada incluye un relato de cómo su matrimonio la llevó a los tribunales rusos de Alejandro I de Rusia y Nicolás I de Rusia. «La autora describe vivamente las costumbres locales rusas, así como sus experiencias en la inundación de San Petersburgo de 1824 y la Revuelta decembrista».
Poco se sabe de la vida familiar de Prince. Su padre, un marinero de Nantucket, murió cuando ella era una niña, dejándola al cuidado de su madre, quien posteriormente se casó varias veces, de modo que Nancy tuvo seis hermanos menores. Vendieron bayas para mantener a la familia y finalmente ella pasó a trabajar como sirvienta para las familias blancas.
El 15 de febrero de 1824 se casó con Nero Prince, uno de los fundadores de la Francmasonería Prince Hall en Boston. Viajaron a Rusia, donde abrió un internado y confeccionó ropa para niños, mientras su marido era lacayo del zar en San Petersburgo. Cuando regresaron a Boston, ella comenzó su propio negocio de costura y dio conferencias sobre sus viajes a Rusia y Jamaica.